# 세이다 제이컵슨
세이다 몰리 제이컵슨(영어: Sada Molly Jacobson, 1983년 2월 14일~)은 미국의 펜싱 선수로 주 종목은 사브르이다. 2004년 하계 올림픽 사브르 개인전에서 동메달을 획득하였으며, 2003년 팬아메리칸 게임에서 개인전 금메달을 획득했다. 2016년에 미국 펜싱 명예의 전당에 헌액되었다. 동생인 에밀리도 미국 국가대표 펜싱 선수이다.